# Kyalanur, Kolar
Kyalanur là một làng thuộc tehsil Kolar, huyện Kolar, bang Karnataka, Ấn Độ.